# Сан-Бенту-ду-Уна
Сан-Бенту-ду-Уна (порт. São Bento do Una) — муниципалитет в Бразилии, входит в штат Пернамбуку. Составная часть мезорегиона Сельскохозяйственный район штата Пернамбуку. Входит в экономико-статистический микрорегион Вали-ду-Ипожука. Население составляет 46 773 человека на 2007 год. Занимает площадь 715,98 км². Плотность населения — 63,6 чел./км².
Праздник города — 30 апреля.

## История
Город основан в 1825 году.

## Статистика
- Валовой внутренний продукт на 2004 год составляет 33 244 реалов (данные: Бразильский институт географии и статистики).
- Валовой внутренний продукт на душу населения на 2004 год составляет 2449 реалов (данные: Бразильский институт географии и статистики).